# 狼と獅子
『狼と獅子』はHBO(日本ではスター・チャンネルが放送)のファンタジー・ドラマ・シリーズである『ゲーム・オブ・スローンズ』の第1章『七王国戦記』の第5話である。プロデューサーでもあるデイヴィッド・ベニオフ と D・B・ワイスによって、脚本が書かれ、 ブライアン・カークが監督した。
本エピソードは、主にエダードが前任の〈王の手〉の死因を調査するところを描く。キングズランディングでは、〈王の手〉主催の馬上試合が終わり、権力闘争の企みが明らかになる。ティリオンがキャトリンに逮捕されたという知らせが、微妙なバランスを壊す。タイトルの狼はスターク家の紋章であり、獅子はラニスター家の紋章である。
シーズンも中盤に差し掛かり、物語が動き始める。デナーリスとジョラーは登場しない。ジョン・スノウやほかの〈壁〉のキャラクターも、ロブも登場しない。

## あらすじ

### 〈谷間〉
キャトリン(ミシェル・フェアリー)の一行は、ティリオン(ピーター・ディンクレイジ)を囚人として連れて、〈月の山〉を通って東に向かい〈谷間〉に向かう。だが一行は野蛮人に襲撃される。襲撃の最中、ティリオンは盾で野蛮人を殺してキャトリンの命を救う。一行は、故ジョン・アリンの未亡人でキャトリンの妹であるライサの治める高巣城(エイリー)に着く。姉妹は5年ぶりに再会するが、ライサは精神的に不安定となっており、ラニスター家を恐れているように見える。キャトリンはまた、高巣城の後継ぎにして甥のロビンにも会うが、8歳でいまだに母乳を飲んでいる。ティリオンは、断崖に向かって開き床が傾く〈天空房〉に入れられる。ライサは、ティリオンを夫の殺人の共犯者と断じるための裁判の準備をする。

### 〈北部〉
ウィンターフェルでは、娼婦ロスにティリオンのほうが金持ちで性技も上手だと嘲られ、シオン(アルフィー・アレン)がティリオンへの嫉妬をつのらせる。ブラン(アイザック・ヘンプステッド＝ライト)は、下半身が麻痺し、昏睡している間に母親が去ったことで落ち込む。メイスター・ルーウィンは、ドスラク人流の馬上弓術をブランに教えると決める。

### キングズランディング
エダード(ネッド)が、馬上試合に出ないようロバート王(マーク・アディ)を説得し、観衆は恐るべきグレガー・”マウンテン”・クレゲインと”花の騎士”ロラス・タイレルの馬上試合に注目する。マウンテンは恐るべき相手であるが、ロラスは牝馬に乗ってマウンテンの雄馬の気をそらして勝ちをおさめる。マウンテンは激怒して愛馬の首をはね、ロラスを殺そうとする。マウンテンの弟の"ハウンド"サンダー・クレゲインは兄からロラスを救い、ロバート王が争いを止めさせる。観衆はサンダーを称える。
ヴァリス(コンリース・ヒル)は、ジョン・アリンは質問をしすぎたので、”ライスの涙”と呼ばれる毒で死んだと明かす。さらにヴァリスは、アリンの前の従者で、最近殺された〈谷間〉のサー・ヒューが毒を盛ったとほのめかす。
一方、アリアは、訓練の一部として〈赤の王城〉の中で猫を追いかけ、二人の男(ヴァリスとイリリオ・モパティス)が王に反逆する計画を話しているところを立ち聞きする。アリアは父に警告しようとするが、二人の正体がわからずに口ごもる。ヨーレンがやってきて二人の会話に割って入り、キャトリンがティリオンを逮捕したことを知らせる。
デナーリスの妊娠の知らせが、ヴァリスのスパイであるジョラーを通じて小評議会に知らされる。ターガリエン家とドスラク人が連合して攻めてくることを恐れ、ロバート王はデナーリスとヴィセーリスの暗殺を命じる。エダードは、ターガリエン家への憎しみがロバートの判断を曇らせており、卑劣な暗殺を命じてはかつての〈狂王〉と変わらなくなると言い、命令を拒絶する。ロバートの決心は固く、エダードは〈王の手〉を辞職し、ロバートは激怒する。ロバートが親友のエダードと争ったことを悲しんで一人で飲んでいる時、サーセイ(レナ・ヘディ)がロバートを訪ね、ロバートはなぜドスラク人の侵略を深刻に考えるのか説明する。一方、ロバートの弟のレンリーは、恋人のロラスと共にいる。ロラスはレンリーのほうが兄達や甥たちよりもすぐれた統治者になると言い、王になるべきだと説く。
エダードが王都を離れる前に、リトルフィンガーは故ジョン・アリンが死ぬ前に最後に会った人物に引き合わせる。その人物とは、ロバートの落とし子である女児の母親の娼婦ミーガンである。ジョン・アリンはロバートの落とし子を探していたという。エダードと護衛が去ろうとした時、ジェイミー( ニコライ・コスター＝ワルドー)と家来が待ち伏せし、ティリオンが逮捕された訳を尋ねる。エダードは逮捕の責任を認め、戦いが始まる。ジョリーをはじめとするエダードの家来は殺され、エダードとジェイミーは一対一で戦うが、ジェイミーの家来がエダードの足を槍で貫く。ジェイミーは、戦いを邪魔した家来を殴り倒すが、エダードを殺さず、弟を生きたまま返せと警告する。ジェイミーは立ち去り、エダードは血まみれで泥の中に横たわる。

## 製作

### 脚本
脚本は、プロデューサーのデイヴィッド・ベニオフ と D・B・ワイス自身によって書かれ、原作第一部『七王国の玉座』の第30-35章に基づいている。
本エピソードでは、原作では視点人物の目を通してしか現れないキャラクターの、肉付けが続けられる。リトルフィンガーとヴァリスの対決、ロバート王とサーセイ王妃の会話、そしてレンリーとロラスの濡れ場である。原作では示唆されていただけの、レンリーとロラスの性的関係が明確に描かれている。

### ロケーション
室内場面はベルファストで撮られ、馬上試合の場面は北アイルランドの城で撮られた。キングズランディングの野外場面はマルタで撮られた。

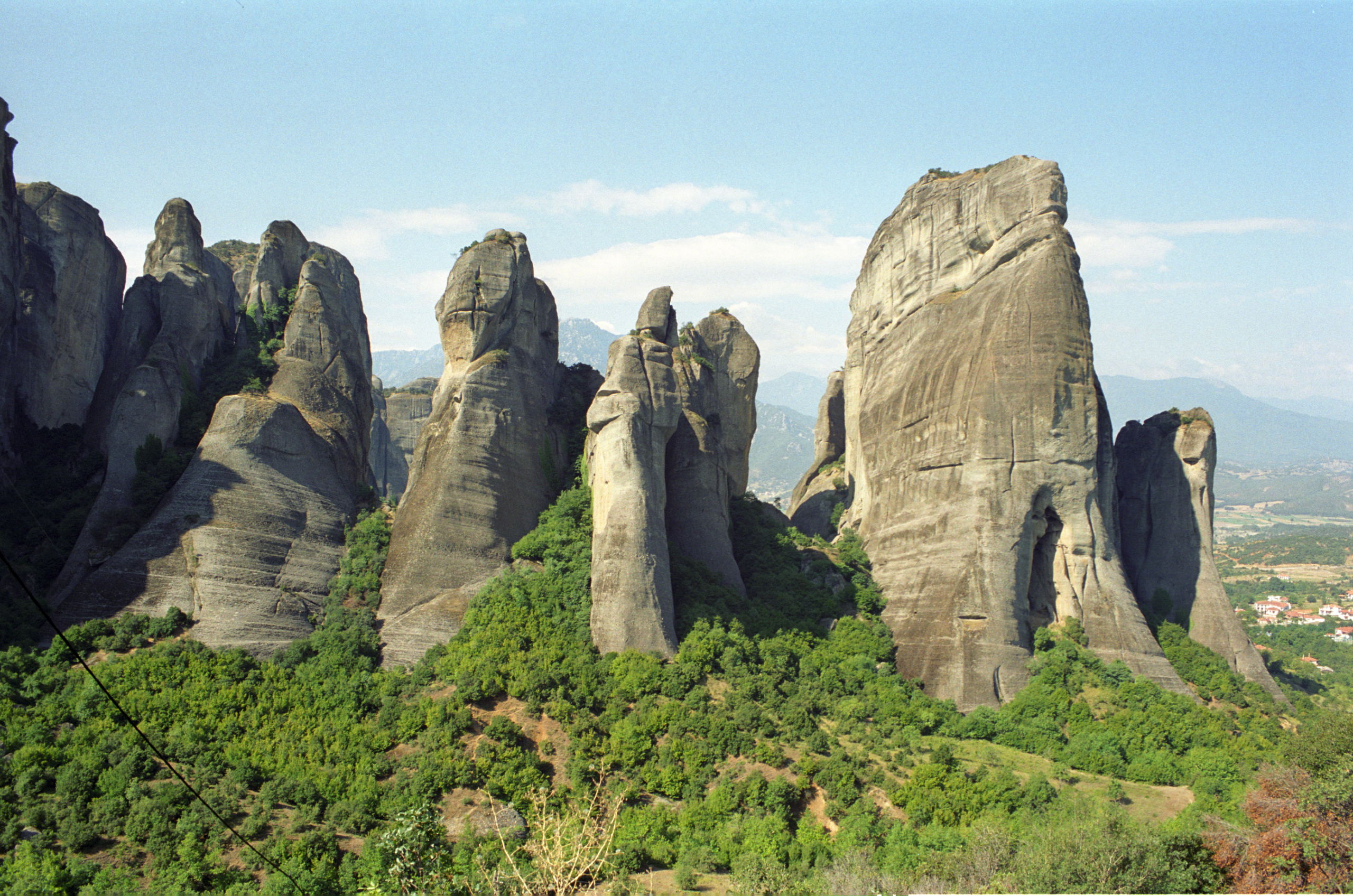
アリンの谷間のシーンのCG合成はメテオラの風景を基にして作られた

アリンの谷間のシーンのCG合成はギリシャのメテオラの岩場の風景を基にしてCGIで作られた。

## 評判

### 視聴者数
初回放送では258万人が視聴して、前話に引き続いて視聴者数を増やした。同夜の再放送も含めれば、330万人が視聴した。

### 賞
2011年のプライムタイム・エミー賞のスタント・コーディネーション賞にノミネートされた。

## 参照
1. ↑  Seidman, Robert (2011年5月18日). “Sunday Cable Ratings: Heat/Bulls Slam Dunks + 'Law & Order: CI,' 'In Plain Sight,' 'Army Wives,' 'Housewives,' 'Game of Thrones' & Much More”. TV by the Numbers. 2011年5月17日閲覧。
2. ↑  Hibberd, James. “Again! 'Game of Thrones' ratings hit season high”. Enterntainment Weekly. 2011年5月17日閲覧。
3. ↑  “Game Of Thrones”.   Emmys.com. 2013年3月5日閲覧。